# Horst Weyrauch
Horst Weyrauch (* 18. August 1932 in Crimmitschau, Sachsen) ist ein deutscher Steuerberater, Wirtschaftsprüfer und Finanzberater. Er war Finanzberater der CDU und wurde durch die hessische Schwarzgeldaffäre im Umfeld der CDU-Spendenaffäre bekannt.

## Schwarzgeldaffäre
Seit 1983 hatte Horst Weyrauch mit Manfred Kanther und dem damaligen hessischen Schatzmeister der CDU Casimir Johannes Prinz zu Sayn-Wittgenstein-Berleburg ein System von Schwarzgeldkonten in der Schweiz angelegt und darüber in großem Umfang Gelder der hessischen CDU vor Inkrafttreten des Parteispendengesetzes 1995 der Bilanzierung entzogen. Eines der bekanntesten Konten war das der Zaunkönig-Stiftung.
Er trat nach Bekanntwerden der Schwarzgeldaffäre 2001 aus der CDU aus. Am 18. April 2005 wurde er nach achtmonatiger Prozessdauer vom Landgericht Wiesbaden wegen Beihilfe zur Untreue zu Lasten der CDU zu einer Geldstrafe von 61.200 Euro verurteilt.

## Mitgliedschaften
Weyrauch ist seit 1955 Mitglied des Corps Palaio-Alsatia.
Weiterhin stand er – wie die anderen Akteure der Schwarzgeldaffäre auch – dem politisch-wirtschaftlichen Verein Atlantik-Brücke nahe, dessen Satzung er mitgestaltete.